# Ana Martínez Vidal
Ana Martínez Vidal (/ˈana maɾˈtinɛð βiˈðal/) est une femme politique espagnole membre de Ciudadanos (Cs), née le 31 octobre 1978 à Valence.
Après un parcours d'ingénieure civile dans le secteur privé, elle est conseillère municipale de Murcie entre 2011 et 2015 sous les couleurs du Parti populaire. En 2016, elle adhère à Ciudadanos.
Lors des élections à l'Assemblée régionale de Murcie de 2019, elle est élue députée. Elle devient deux mois plus tard conseillère aux Entreprises et à l'Industrie et porte-parole du gouvernement de coalition de Fernando López Miras. En mars 2021, elle présente sa candidature à la présidence de la région de Murcie dans le cadre d'une motion de censure souscrite avec le Parti socialiste, finalement rejetée après la dissidence des deux tiers de son groupe parlementaire.

## Vie privée
Ana Martínez Vidal naît le 31 octobre 1978 à Valence. Si sa mère est valencienne, ses grands-parents sont tous deux originaires de Murcie tandis que son père est né à Gérone.
Elle est mariée avec un entrepreneur. Le couple n'a pas d'enfants.

## Études et vie professionnelle
Ana Martínez Vidal est diplômée en génie civil — spécialité travaux hydrauliques et environnement — de l'université polytechnique de Valence, avec mention « remarquable » pour son mémoire de fin d'études. 
Elle travaille ensuite dans le secteur privé : elle rédige des projets d’ingénierie et œuvre à la coordination de l'assistance technique pour la Confédération hydrographique du fleuve Segura.

## Engagement politique

### Du Parti populaire à Ciudadanos
Membre du Parti populaire (PP), Ana Martínez Vidal est nommée en 2011 conseillère municipale déléguée à la Qualité urbaine et aux Infrastructures dans l'équipe du maire de Murcie Miguel Ángel Cámara et exerce ce mandat jusqu'à la fin de la législature municipale, en 2015.
Elle rejoint un an plus tard le parti Ciudadanos (Cs), qui l'investit en 2019 troisième sur sa liste de candidats aux élections à l'Assemblée régionale du 25 mai. Le 1er août suivant, après que le PP et Cs ont conclu un accord de coalition, Ana Martínez Vidal est nommée conseillère aux Entreprises et à l'Industrie, avec les fonctions de porte-parole du conseil de gouvernement.
Le comité exécutif national de Ciudadanos la désigne le 28 septembre 2020 coordinatrice du comité régional de Murcie. Environ trois mois et demi plus tard, le 19 janvier 2021, elle réclame la démission de son collègue du gouvernement Manuel Villegas, conseiller à la Santé, après que lui et plusieurs hauts responsables de son département exécutif ont été vaccinés contre la Covid-19, en violation du protocole établi par le ministère de la Santé. Manuel Villegas renonce effectivement deux jours après.

### Échec d'une motion de censure en Murcie
Le 10 mars 2021, le Parti socialiste de la région de Murcie-PSOE (PSRM-PSOE) et Ciudadanos déposent une motion de censure à l'encontre de Fernando López Miras et proposent le nom d'Ana Martínez Vidal pour lui succéder. Conformément au règlement de l'Assemblée régionale de Murcie, elle remet un document séparé par lequel elle accepte formellement de porter cette candidature à la présidence de la communauté autonome. En réaction, Fernando López Miras signe quelques heures plus tard un décret la destituant de ses fonctions — confiées par intérim au conseiller à la Présidence Javier Celdrán — et publié le jour même au Bulletin officiel de la région de Murcie (BORM) ; seul le conseiller à la Transparence José Gabriel Sánchez Torregrosa subit le même sort.
Deux jours après le dépôt de la motion, le président de la Région nomme trois des six députés de Ciudadanos au sein de son conseil de gouvernement, en échange de leur engagement à voter contre la censure, ce qui laisse Ana Martínez Vidal avec le soutien de 22 élus en comptant les deux parlementaires de Podemos, soit une voix de moins que la majorité requise. Le Parti socialiste et Ciudadanos, prenant acte de l'échec de leur opération politique, accusent López Miras d'avoir « acheté » les députés rebelles avec ces nominations. Le 18 mars, la motion de censure est effectivement repoussée par 23 voix contre, 21 pour et une abstention : outre les trois défections, le président de l'Assemblée Alberto Castillo, membre de Ciudadanos, choisit de s'abstenir.
Elle annonce le 4 juillet avoir démissionné de ses fonctions de coordinatrice de Ciudadanos dans la région de Murcie, revendiquant la motion de censure ratée du mois de mars et qualifiant « d'erreur » le pacte conclu en 2019 avec le Parti populaire puisque « seules neuf des soixante-douze mesures accordées » ont été effectivement mises en œuvre.